# Lycosa
Lycosa este un gen de păianjeni din familie Lycosidae.

## Specii
- Lycosa abnormis
- Lycosa accurata
- Lycosa adusta
- Lycosa affinis
- Lycosa ambigua
- Lycosa anclata
- Lycosa apacha
- Lycosa approximata
- Lycosa arambagensis
- Lycosa arapensis
- Lycosa ariadnae
- Lycosa articulata
- Lycosa artigasi
- Lycosa asiatica
- Lycosa aurea
- Lycosa auroguttata
- Lycosa australicola
- Lycosa australis
- Lycosa balaramai
- Lycosa barnesi
- Lycosa bedeli
- Lycosa beihaiensis
- Lycosa bezzii
- Lycosa bhatnagari
- Lycosa bicolor
- Lycosa biolleyi
- Lycosa bistriata
- Lycosa boninensis
- Lycosa bonneti
- Lycosa brunnea
- Lycosa caenosa
- Lycosa canescens
- Lycosa capensis
- Lycosa carbonelli
- Lycosa carmichaeli
- Lycosa castanea
- Lycosa cerrofloresiana
- Lycosa chaperi
- Lycosa choudhuryi
- Lycosa cingara
- Lycosa clarissa
- Lycosa coelestis
- Lycosa connexa
- Lycosa contestata
- Lycosa corallina
- Lycosa coreana
- Lycosa cowlei
- Lycosa cretacea
- Lycosa dacica
- Lycosa danjiangensis
- Lycosa dilatata
- Lycosa dimota
- Lycosa discolor
- Lycosa duracki
- Lycosa elysae
- Lycosa emuncta
- Lycosa erjianensis
- Lycosa errans
- Lycosa erythrognatha
- Lycosa eutypa
- Lycosa exigua
- Lycosa falconensis
- Lycosa fernandezi
- Lycosa ferriculosa
- Lycosa formosana
- Lycosa forresti
- Lycosa frigens
- Lycosa fulviventris
- Lycosa fuscana
- Lycosa futilis
- Lycosa geotubalis
- Lycosa gibsoni
- Lycosa gigantea
- Lycosa gilberta
- Lycosa gobiensis
- Lycosa godeffroyi
- Lycosa goliathus
- Lycosa grahami
- Lycosa granatensis
- Lycosa guayaquiliana
- Lycosa hickmani
- Lycosa hildegardae
- Lycosa horrida
- Lycosa howarthi
- Lycosa illicita
- Lycosa immanis
- Lycosa impavida
- Lycosa implacida
- Lycosa indagatrix
- Lycosa indomita
- Lycosa infesta
- Lycosa injusta
- Lycosa innocua
- Lycosa inornata
- Lycosa insulana
- Lycosa insularis
- Lycosa intermedialis
- Lycosa interstitialis
- Lycosa inviolata
- Lycosa iranii
- Lycosa ishikariana
- Lycosa isolata
- Lycosa jagadalpurensis
- Lycosa kempi
- Lycosa koyuga
- Lycosa labialis
- Lycosa labialisoides
- Lycosa laeta
- Lycosa lambai
- Lycosa langei
- Lycosa lativulva
- Lycosa lebakensis
- Lycosa leireana
- Lycosa leuckarti
- Lycosa leucogastra
- Lycosa leucophaeoides
- Lycosa leucophthalma
- Lycosa leucotaeniata
- Lycosa liliputana
- Lycosa longivulva
- Lycosa macedonica
- Lycosa mackenziei
- Lycosa maculata
- Lycosa madagascariensis
- Lycosa madani
- Lycosa magallanica
- Lycosa magnifica
- Lycosa mahabaleshwarensis
- Lycosa malacensis
- Lycosa masteri
- Lycosa matusitai
- Lycosa maya
- Lycosa mexicana
- Lycosa minae
- Lycosa molyneuxi
- Lycosa mordax
- Lycosa moulmeinensis
- Lycosa mukana
- Lycosa muntea
- Lycosa musgravei
- Lycosa narbonensis
- Lycosa niceforoi
- Lycosa nigricans
- Lycosa nigromarmorata
- Lycosa nigropunctata
- Lycosa nigrotaeniata
- Lycosa nigrotibialis
- Lycosa nilotica
- Lycosa nordenskjoldi
- Lycosa ovalata
- Lycosa pachana
- Lycosa palliata
- Lycosa pampeana
- Lycosa paranensis
- Lycosa parvipudens
- Lycosa patagonica
- Lycosa pavlovi
- Lycosa perinflata
- Lycosa perkinsi
- Lycosa permiana
- Lycosa perspicua
- Lycosa philadelphiana
- Lycosa phipsoni
- Lycosa pia
- Lycosa pictipes
- Lycosa pictula
- Lycosa pintoi
- Lycosa piochardi
- Lycosa poliostoma
- Lycosa poonaensis
- Lycosa porteri
- Lycosa praegrandis
- Lycosa praestans
- Lycosa proletarioides
- Lycosa prolifica
- Lycosa properipes
- Lycosa pulchella
- Lycosa punctiventralis
- Lycosa quadrimaculata
- Lycosa rimicola
- Lycosa ringens
- Lycosa rostrata
- Lycosa rufimanoides
- Lycosa rufisterna
- Lycosa russea
- Lycosa sabulosa
- Lycosa salifodina
- Lycosa salvadorensis
- Lycosa separata
- Lycosa septembris
- Lycosa sericovittata
- Lycosa serranoa
- Lycosa shahapuraensis
- Lycosa shaktae
- Lycosa shansia
- Lycosa shillongensis
- Lycosa signata
- Lycosa signiventris
- Lycosa sigridae
- Lycosa similis
- Lycosa singoriensis
- Lycosa skeeti
- Lycosa snelli
- Lycosa sochoi
- Lycosa spiniformis
- Lycosa storeniformis
- Lycosa storri
- Lycosa subfusca
- Lycosa subhirsuta
- Lycosa suzukii
- Lycosa sylvatica
- Lycosa tarantula
- Lycosa tarantuloides
- Lycosa tasmanicola
- Lycosa teranganicola
- Lycosa terrestris
- Lycosa tetrophthalma
- Lycosa thoracica
- Lycosa thorelli
- Lycosa tista
- Lycosa transversa
- Lycosa trichopus
- Lycosa tula
- Lycosa u-album
- Lycosa vachoni
- Lycosa wadaiensis
- Lycosa wangi
- Lycosa vellutina
- Lycosa ventralis
- Lycosa virgulata
- Lycosa vittata
- Lycosa woonda
- Lycosa wroughtoni
- Lycosa wulsini
- Lycosa yalkara
- Lycosa yerburyi
- Lycosa yizhangensis
- Lycosa yunnanensis